# ریزال‌ئی‌دی

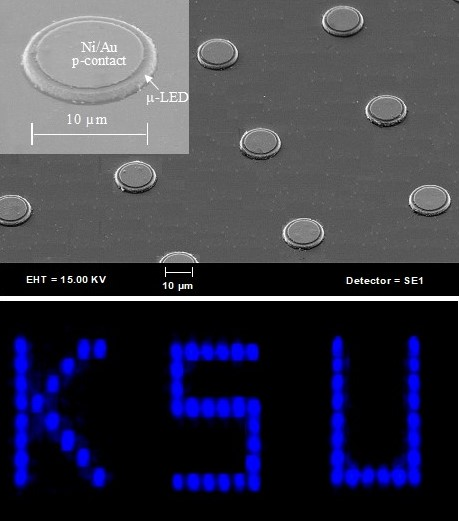
اولین نمایشگر میکرو ال ای دی InGaN و اولین نمایشگر میکرو ال ای دی غیرفعال - Hongxing Jiang و همکاران، "ال ای دی‌های میکرو سایز و آرایه‌های آشکارساز برای نمایشگرهای کوچک، دیودهای ساطع نور بسیار روشن، برنامه‌های کاربردی نورپردازی و آشکارساز UV و سنسور تصویربرداری" ثبت اختراع ایالات متحده ۶٬۴۱۰٬۹۴۰ (بایگانی شده: 2000/06/15). Sixuan Jin, Jing Li, Jizhong Li, Jingyu Lin و Hongxing Jiang، اپلیکیشن "GaN Microdisk Light Emitting Diodes". فیزیک Lett. 76، ۶۳1 (2000)، Hongxing Jiang, Sixuan Jin, Jing Li, Jagat Shakya, and Jingyu Lin، اپلیکیشن "III-Nitride Blue Microdisplays". فیزیک Lett. 78, 1303 (2001).

ریزاِل‌ئی‌دی که با نام‌های ریز-ال‌ئی‌دی، میکرواِل‌ئی‌دی یا µLED نیز شناخته می‌شود، یک فناوری در حال ظهور نمایشگر صفحه-تخت است. نمایشگرهای ریزاِل‌ئی‌دی از آرایه‌هایی از ال‌ئی‌دی‌های میکروسکوپی تشکیل شده‌اند که اجزای پیکسلی منفرد را تشکیل می‌دهند. در مقایسه با فناوری متداول ال‌سی‌دی، نمایشگرهای ریزاِل‌ئی‌دی کنتراست، زمان پاسخ و کارایی انرژی بهتری را ارائه می‌دهند.
ریزاِل‌ئی‌دی در مقایسه با نمایشگرهای ال‌سی‌دی معمولی، نیازمندی‌های انرژی را تا حد زیادی کاهش می‌دهد درحالی که کنترل نور سطح-پیکسل و نسبت کنتراست بالا را ارائه می‌دهد. ماهیت غیراُرگانیک ریزاِل‌ئی‌دی‌ها به آنها مزیت طول عمر بیشتری نسبت به اوال‌ئی‌دی می‌دهد و به آن‌ها اجازه می‌دهد تصاویر روشن‌تری را با حداقل خطر سوختگی صفحه نمایش نشان دهند.
تا تاریخ ۲۰۲۱، نمایشگرهای ریزاِل‌ئی‌دی به تولید انبوه نرسیده‌اند، اگرچه سونی، سامسونگ و کونکا دیوارهای ویدیویی ریزاِل‌ئی‌دی را می‌فروشند. ال‌جی دیسپلی، تیانما، پلی‌نیترید، تی‌سی‌ال/CSoT، نمایشگر جاسپر، جاد بِرد دیسپلی، پلِسی سیمی‌کنداکتورس با مسئولیت محدود، و شرکت فناوری‌های اوستندو، نمونه‌های اولیه را به نمایش گذاشته‌اند. سونی در حال حاضر نمایشگرهای ریزاِل‌ئی‌دی را به عنوان جایگزینی برای نمایشگرهای سینمایی معمولی به فروش می‌رساند. بی‌اوئی، اپیستار و لیارد برنامه‌هایی برای تولید انبوه ریزاِل‌ئی‌دی دارند. ریزاِل‌ئی‌دی را می‌توان انعطاف‌پذیر و شفاف ساخت، درست مانند اوال‌ئی‌دی‌ها.